# Tumor
 Denne artikel bør gennemlæses af en person med fagkendskab for at sikre den faglige korrekthed.

En tumor (fra latin: "svulst") er betegnelsen for en svulst i kroppen, som er opstået ved at noget af kroppens væv vokser eller tiltager i mængde. Det findes godartede og ondartede tumorer. Sidstnævnte betegnes også som cancer eller kræft.
Godartede tumorer vokser ekspansivt, dvs. fortrænger eller trykker det omkringliggende væv til side, mens de ondartede tumorer vokser invasivt, dvs. vokser ind i det omkringliggende væv og samtidig har tilbøjelighed til at sende metastaser (dattersvulster) ud i kroppen gennem blod- eller lymfebanen. Metastaserne kan herved enten bosætte sig i lymfeknuder eller direkte i andre organer.
Behandlingen af de godartede tumorer er oftest kirurgisk fjernelse, mens der for de ondartede tumorer er flere forskellige behandlingsmuligheder afhængig af det væv tumoren er udgået fra. Tit anvendes ligeledes kirurgisk fjernelse, mens der ved andre former for tumorer anvendes strålebehandling og/eller kemoterapi.

## Systematik

### Godartede tumorer
Godartede tumorer inddeles efter deres oprindelse. Betegnelsen bygges over det latinske navn på det pågældende væv med en tilføjelse af endelsen -om.
Eksempler
- Fibrom – tumor i bindekvævet
- Chondrom – tumor i bruskvævet
- Adenom – tumor i kirtelvævet
- Meningeom – tumor i hjernehinden
- Gliom - tumor, der udgår fra hjernens støttevæv (glia)[1]

### Ondartede tumorer
Ondartede tumorer kan udvikles fra forstadier, som endnu ikke er ondartede, de såkaldte prækanceroser.
De ondartede tumorer inddeles overordnet i:
- Karcinomer
- Sarkomer (græsk σάρκα sarka = "kød"), der dannes i binde- eller støttevæv
- Tumorer i nervevæv
- Blodtumorer, der dannes i blod- eller blodstamceller
  - Leukæmi
  - Lymfomer
- Fostertumorer
- Blandingstumorer

Eksempler
- Pladeepitelkarcinom – tumor i huden eller slimhinderne
- Lymfom – tumor i lymfesystemet
- Adenokarcinom – tumor i kirtelvæv (f.eks. i tyktarmen)
- Osteosarkom – knogletumor
- Angiosarkom – tumor i blodkar
- Basalcellekarcinom – semimalign tumor i underhuden
- Seminom – tumor i testikelvævet
- Medulloblastom – tumor i lillehjernen